# Joaquin Hawks
Joaquin Hawks es un personaje de ficción, creado por el escritor estadounidense Bill S. Ballinger. 
Es agente de la C.I.A., y el autor desarrolla sus aventuras a lo largo de una serie de cinco novelas, mayoritariamente ambientadas en el Sureste asiático. Las obras están muy influenciadas por el ambiente de guerra fría de la época en que fueron escritas (mediados de la década de 1960), y por la popularidad que en esa época estaban adquiriendo otras sagas de espías, como James Bond.
Hawks es hijo de padre indio, de la tribu Nez Perce, y madre española. Debido a esa ascendencia, la tez de Hawks es de un tono bronce. Eso, junto con una nariz delgada y de puente alto, rostro delgado, cabello de ébano y ojos oscuros le dan un toque natural cuando está disfrazado, ya que puede, con un maquillaje relativamente menor, pasar por un gran número de diferentes nacionalidades y orígenes étnicos. 
Como agente de la CIA, trabaja en la sucursal de Los Ángeles, y su jefe y amigo se llama Burke. 
Cuando no está trabajando como agente, a menudo regresa al hogar de su gente nativa, en la reserva Lapwai (Idaho). Fue allí donde de niño, aprendió a rastrear y cazar cualquier tipo de presa.

## Obras
- The Spy in the Jungle. 1965.
- The Chinese Mask. 1965.
- The Spy in Bangkok. 1965.
- The Spy at Angkor Wat. 1966
- The Spy in the Java Sea. 1966.